# キルメイナム刑務所

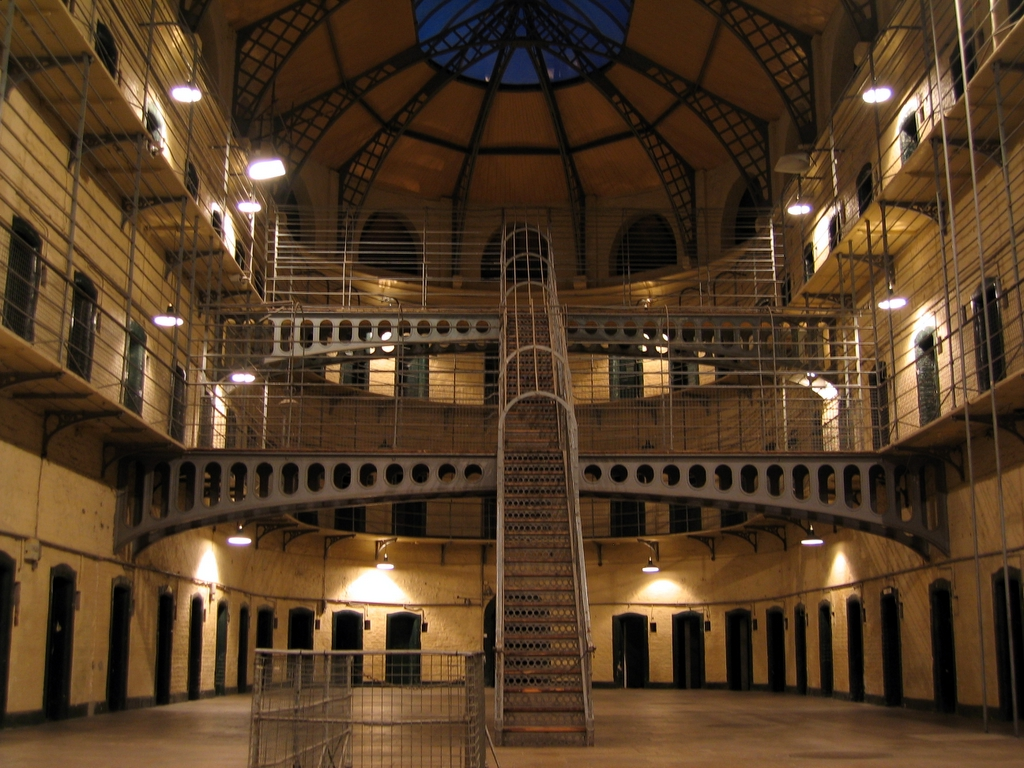
キルメイナム刑務所

キルメイナム刑務所（英語: Kilmainham Gaol, アイルランド語: Príosún Chill Mhaighneann）は、アイルランドの首都ダブリン市内キルメイナムにあるかつての刑務所で、現在は博物館となっている。
キルメイナム刑務所は多くのイギリスに対する抵抗運動の指導者が投獄されアイルランドの歴史の大きな舞台となった。また映画のロケーションとしても使用されている。

## 歴史

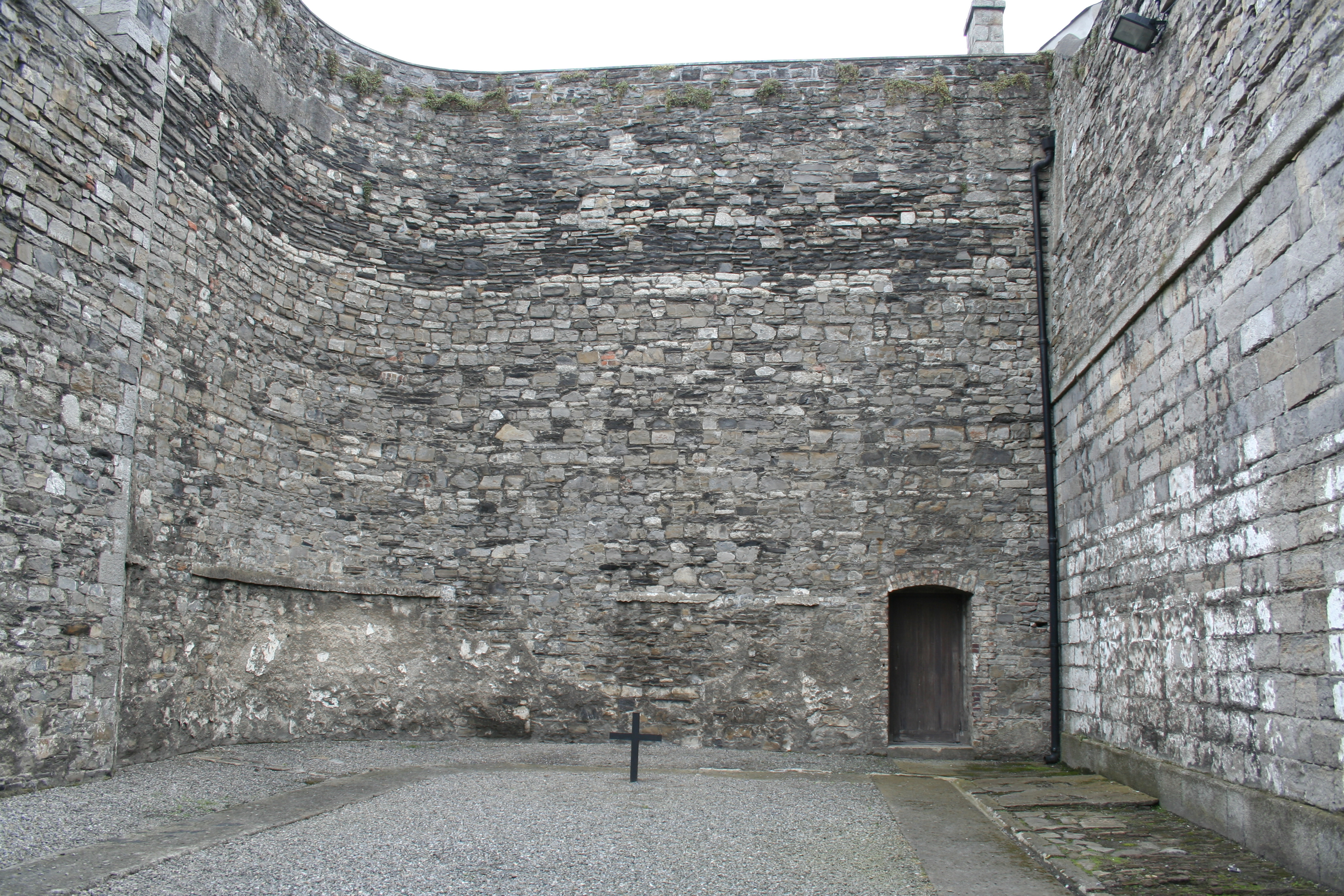
1916年イースター蜂起の指導者が処刑された場所

## 投獄された人物
- ロバート・エメット（Robert Emmet） / 1803年
- トーマス・フランシス・マハー / 1848年
- チャールズ・スチュワート・パーネル / 1881年
- ウィリアム・スミス・オブライエン（William Smith O'Brien） / 1881年
- パトリック・ピアース / 1916年
- エイモン・デ・ヴァレラ / 1916年
- ジェームズ・コノリー / 1916年
- トーマス・マクドナー（Thomas MacDonagh） / 1916年
- ジョーゼフ・プランケット（Joseph Plunkett） / 1916年
- マイケル・オハンラハン（Michael O'Hanrahan） / 1916年
- エドワード・デイリー（Edward Daly） / 1916年
- コンスタンツ・マルキエビッチ / 1916年

## 撮影に利用した作品
- ミニミニ大作戦 / 1969年[1]
- 父の祈りを / 1993年
- マイケル・コリンズ / 1996年
- 麦の穂をゆらす風 / 2006年[1]
- U2 のビデオ "A Celebration"
- パディントン2 / 2017年[1]